# Mulungu
Mulungu (a seconda delle etnie e delle regioni geografiche noto anche come Murungu, Mlungu, e in altre varianti) è il dio creatore o la "forza creatrice" in numerose mitologie bantu dell'Africa Orientale.  Benché nelle culture bantu originarie il concetto di Mulungu non avesse tutte le connotazioni del dio delle religioni monoteiste, l'influenza dell'Islam e del Cristianesimo hanno progressivamente modificato l'uso di questo termine e delle sue varianti, che oggi vengono anche comunemente usati per indicare il Dio Padre cristiano o Allah; per esempio, in Malawi Gesù viene comunemente indicato nei canti religiosi come "figlio di Mulungu" ("Mwana wa Mulungu" in lingua chichewa), e il nome "Mulungu" è stato utilizzato in oltre trenta traduzioni della Bibbia in lingue africane.  Anche la parola "Mungu", usata in lingua swahili per indicare Allah (o il Dio Padre cristiano), deriva da "Mulungu"; la forma arcaica compare ancora in manoscritti swahili del XVIII secolo.
Si noti che in alcune culture (per esempio quella Ruvu) è presente un concetto omonimo mulungu, sempre afferente al soprannaturale ma con significato completamente diverso; esso si riferisce infatti a uno spirito delle foreste, capace di azioni malvagie nei confronti degli uomini.  Questa omonimia ha talvolta tratto in inganno missionari ed etnografi.

## Origine e caratteristiche
Il concetto di un "dio creatore" del mondo è presente in tutte le mitologie bantu, che la ereditarono dalla precedente cultura niger-kordofaniana; essa era già probabilmente presente nel 6000 a.C.  Il termine originale bantu per il dio creatore era Nyàmbé, probabilmente correlato alla radice -àmb-, "cominciare".  Col diversificarsi delle culture bantu, questa antica denominazione venne in alcuni casi affiancata o sostituita da altre, eventualmente acquisendo nuove sfumature di significato.  Fu probabilmente nella cultura Kaskazi meridionale (6000 a.C.) che entrò in uso la denominazione alternativa "Mulungu".  L'etimologia di "Mulungu" è incerta; un'ipotesi è che la radice -ng- derivi da un verbo proto-bantu con significato di "diventare giusto", "rettificarsi".  Il concetto risultante, di un dio creatore che ha dato un "ordine giusto" alle cose, sarebbe quindi quello fondamentale condiviso da tutte le culture che usano denominazioni appartenenti a questa famiglia etimologica.  A partire da questa base comune, in tempi più recenti (e talvolta sotto l'influsso di Islam e Cristianesimo), si sono poi sviluppate caratterizzazioni più specifiche presso diversi gruppi culturali e linguistici.
Il concetto originario di Mulungu (precedente agli influssi cristiani o islamici), comprendeva le caratteristiche tipiche del dio creatore bantu, che in parte sopravvivono in alcuni culti tradizionali africani. In particolare, esso viene generalmente considerato come una forza impersonale, troppo distante dall'uomo perché si possa pensare di interagire con lui, rivolgendogli preghiere o venerandolo. Sono anche diffusi presso diversi popoli varianti del mito bantu secondo cui il dio creatore viveva originariamente sulla Terra, prima di allontanarsene indignato dai misfatti dell'uomo. Presso gli Nyamwezi, per esempio, il mito narra che Mulungu fu indispettito dai roghi appiccati da alcuni uomini, e chiese al ragno di tessere una tela per aiutarlo ad arrampicarsi in cielo. L'associazione fra il dio creatore e il cielo, identificato come sua residenza, è un tema ampiamente diffuso nelle mitologie bantu; alcune di queste considerano il tuono e il fulmine come segni dell'ira divina. La collocazione celeste è un altro degli elementi che ha contribuito a facilitare l'identificazione sincretica di Mulungu col Dio islamico e cristiano.

## Diffusione delle varianti
Fra le etnie che usano la variante Mulungu si possono citare gli Shambala, i Kamba, i Sukuma, i Turu, i Ruvu e gli Nyamwezi. Presso i Kikuyu è diffusa la variante Murungu.